# Iłgów
Iłgów, do 1758 Poniki (lit. Ilguva) – wieś na Litwie, w okręgu mariampolskim, w rejonie szakowskim, w gminie Kruki. Według danych z 2011 wieś była zamieszkiwana przez 159 osób
Pierwsze wzmianki o wsi pochodzą z 1583 roku. W latach 1895–1898 w Iłgowie mieszkał Emil Młynarski.